# Donald Verrilli

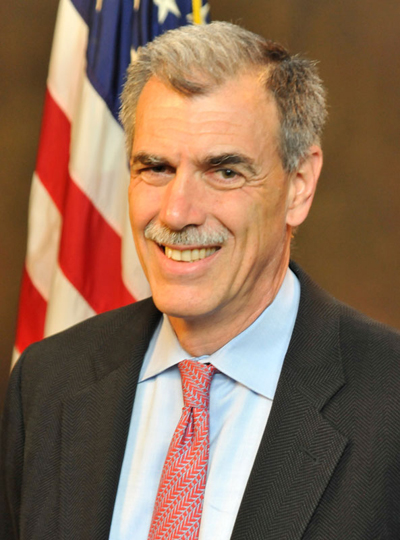
Donald Verrilli (2012)

Donald Beaton Verrilli (* 29. Juni 1957 in New Rochelle, New York) ist ein US-amerikanischer Jurist und ehemaliger Solicitor General of the United States.

## Biografie
1957 wurde Donald Verrilli als Sohn von Donald und Rose Marie Verrilli in New Rochelle geboren. Mit seinen Eltern zog er nach Wilton im Bundesstaat Connecticut um wo er 1975 an der Wilton High School abschloss. Seinen Bachelor of Arts erhielt er 1979 an der Yale University, seinen Juris Doctor 1983 an der Columbia University. Nach seinem Abschluss war er als Berater für den Richter am United States Court of Appeals for the District of Columbia Circuit, J. Skelly Wright, und William Joseph Brennan, Associate Justice am United States Supreme Court, tätig.
Verilli ist mit Gail W. Laster, einer Anwältin, verheiratet. Gemeinsam haben sie eine Tochter.

## Karriere als Anwalt
Verrilli stieg bei der Anwaltskanzlei Jenner & Block ein, wo er fortan als Anwalt tätig war. Dort spezialisierte er sich auf Telekommunikations- und Medienrecht sowie den ersten Verfassungszusatz. Während seiner Zeit bei Jenner & Block vertrat er u. a. die Recording Industry Association of America in den Fällen MGM v. Grokster und Capitol v. Thomas vor dem Supreme Court. Viacom vertrat er 2007 im Verfahren Viacom v. Google ebendort. Während seiner Zeit als Anwalt bei Jenner & Block wirkte er an mehr als 100 bei dem Supreme Court anhängigen Fällen mit, in zwölf Fällen als Vertreter in der mündlichen Verhandlung.

## Aufstieg zum Solicitor General
Präsident Barack Obama ernannte ihn Anfang 2009 zum assistierenden Deputy Attorney General. 2010 wechselte er schließlich als Berater von Barack Obama ins Weiße Haus. Bereits nachdem Elena Kagan zur Richterin am Supreme Court berufen wurde, galt Verrilli als aussichtsreichster Nachfolger. Zunächst wurde aber Neal Katyal kommissarisch mit der Amtsführung betraut. Am 26. Januar 2011 nominierte Obama Verrilli schließlich als neuen United States Solicitor General. Am 12. Mai 2011 stimmte der Justizausschuss des Senats mit 17:1 Stimmen für Verrilli. Der Senat bestätigte die Nominierung am 6. Juni 2011 mit 72 zu 16 Stimmen. Am 9. Juni 2011 wurde Verrilli offiziell in sein Amt eingeführt.
Seinen bedeutendsten Auftritt hatte er im Verfahren vor dem Supreme Court of the United States, bei dem es um die Verhandlung zum Patient Protection and Affordable Care Act ging.
Im Juni 2016 verkündete Verrilli seinen Rücktritt.